# Rai News 24
Rai News24 je zpravodajský kanál z portfolia RAI.

## Historie

### 1999-2006
26. dubna 1999 bylo zahájeno vysílání kanálu pod názvem RaiNews 24. Kanál měl tehdy grafiku ve stylu Bloomberg News, tedy vysílání v mnoha oknech, kdy v jednom byly vysílány zprávy, v liště běžely zprávy o burze atd. Zprávy také běžely často bez komentáře s titulky. V listopadu a prosinci 2005 Rai News24 vysílal různé tzv.scoopy o válce v Iráku, které informovaly například o použitých zbraních ve válce, o bílém fosforu, napalmu a dalších.

### 2006
V listopadu 2006 se stal ředitel RaiNews 24 stal italský novinář Corradino Mineo. Stanice tehdy změnila grafiku, z té podobné Bloomberg News na novou, podobnou grafice BBC World News. Kanál tehdy zažil nárůst sledovanosti na téměř 6% sledovanosti, dnes se sledovanost ustálila na 5.5%.

### 2010
Kanál se přejmenoval na Rai News a změnila se grafika, která byla ještě jednou změněna kolem prosince 2011.

## Současnost
24. února 2013 v 7.00 se kanál přejmenoval na Rai News24 a změnil ve znělkách staré logo za nové. Zprávy, počasí a doprava se vysílají každou půlhodinu. Ráno a v noci se vysílá společně se zprávami také rassegna stampa, tedy přehled tisku. Dále se vysílají zprávy bez komentáře, z ekonomiky, dopravy a další.
RaiNews24 je šířen i několika kabelovými operátory v USA, například DirecTV a patří k nejsledovanějším mezi neanglicky mluvících zpravodajských kanálech v USA.